# Kilómetro 8 (Mendoza)
Kilómetro 8 es un distrito y localidad del departamento Guaymallén, provincia de Mendoza, Argentina. 
Limita al este con el arroyo El Sauce (que da el límite con el departamento Maipú), al sur con calle Bandera de los Andes -Carril Nacional- (que da el límite también con el departamento Maipú), al oeste con Escorihuela (que da el límite con el distrito de Kilómetro 11), y al norte con Celestino Argumedo (que da el límite con el distrito de La Primavera). Tiene 12,97 km². El distrito posee una red vial compuesta por arterias primarias que lo recorren de oeste a este, como la calle Bandera de los Andes y el Acceso Este. Su arteria secundaria es Argumedo.
Cuenta con cuatro escuelas, un centro de jubilados, y no posee destacamento ni comisaría policial. Su población es eminentemente, rural dedicándose al cultivo de hortalizas y flores, ya que sus tierras son muy fértiles. Es una de las pocas localidades de Guaymallén considerada de la zona este de la provincia, ya que a la mayoría se las incluye en el Gran Mendoza.

## Historia
Fue fundada a principios del siglo xx en el marco de la expansión del departamento de Guaymallén.

## Población
Con 2,815 habitantes (Indec, 2001), resultan en una densidad poblacional de 217 hab/km².

## Sismicidad
La sismicidad del área de Cuyo (centro oeste de Argentina) es frecuente y de intensidad muy alta, con un silencio sísmico de terremotos medios a graves cada 20 años.
- Sismo de 1861: aunque dicha actividad geológica catastrófica ocurre desde épocas prehistóricas, el terremoto del 20 de marzo de 1861 (164 años), con 12 000 muertes,[3] señaló un hito importante dentro de la historia de eventos sísmicos argentinos ya que fue el más fuerte registrado y documentado en el país. A partir del mismo los sucesivos gobiernos mendocinos y municipales han ido extremando cuidados y restringiendo los códigos de construcción.[2] Con el terremoto de San Juan del 15 de enero de 1944 (81 años) los gobiernos tomaron estado de la enorme gravedad crónica de sismos de la región.
- Sismo de 1920: de 6,8 de intensidad, destruyó parte de sus edificaciones y abrió numerosas grietas en la zona. Hubo 250 muertes por destrucción de casas de adobe[3][2]
- Sismo del sur de Mendoza de 1929: muy grave, y al no haber desarrollado ninguna medida preventiva, a pesar de haber transcurrido solo nueve años del anterior, mató a 30 habitantes por la caída de casas de adobe[2]
- Sismo de 1985: fue otro episodio grave,[4] de 9 s de duración, derrumbando el viejo Hospital del Carmen de Godoy Cruz.

## Transporte público
El autobús es el único transporte público en la zona, existen varias líneas de colectivos:
Empresa Maipú: Grupo 200, 252 Colonia Bombal por Carril Nacional. Por calle Bandera de los Andes
 261 Pedregal por Carril Nacional, 270 Rodeo de la Cruz hasta Rodeo del Medio y viceversa  y 250 Vuelta desde Rodeo del Medio.  
 Empresa Dicetours: Grupo 700, Todos los recorridos por Acceso Este y calle Bandera de los Andes
 Empresa Nueva Generación: Grupo 750, Todos los recorridos por Acceso Este y calle Bandera de los Andes

## Datos de interés
Puede destacarse en este ámbito, la Bioplanta "Km 8", dependiente del Instituto de Sanidad y Calidad Agropecuaria de Mendoza (ISCAMEN), que trabaja para la eliminación de la mosca del mediterráneo, produciendo insectos estériles que posteriormente son liberados vía terrestre y aérea. Al aparearse las moscas tratadas con las fértiles cortan el ciclo biológico, impidiendo su reproducción.